# Leopoldo Fregoli
Leopoldo Fregoli (Róma, 1867. június 2. – Viareggio, 1936. november 26.) olasz színész, átváltozóművész.

## Élete
Fregoli művészete magában foglalta a gyors átöltözést, hangjának beállítását máséra és a gyors átváltozást más karakterekké.
Fregoli 14 évesen először oltárasszisztens lett, miután nem fejezte be a középiskolát. A templomban verseket szavalt, színházban játszott.
Alexander Herrmann bűvész ihlette bűvészet, akinek előadásán részt vett.
1886-ban csatlakozott egy színjátszó csoporthoz. Egy évvel később bevonult három évig tartó sorkatonai szolgálatra. Itt dolgozta ki első saját A kaméleon című bűvészszámát, amelyet 1889-ben mutatott be, öt szereplőt alakítva benne. Ezt követően hivatásos művész lett.
Fellépései során 50 különböző hangon beszélt, utánzatokat adott elő, és három különböző hangszeren játszott. 1896-ban útja Spanyolországon, Dél- és Észak-Amerikán keresztül vezetett. Ezen dolgozta ki az El Dorado című előadást, amely „komikus-lírai-drámai-zenei darabokkal mintegy 60 átváltozást tartalmazott”. Ezzel a darabbal először aratott nagy sikert, amely Európában is folytatódott.
Sikeresen szerepelt Portugáliában, Franciaországban, Németországban, Angliában és Oroszországban.
1925-ben Fregoli bejelentette, hogy visszavonul a színpadtól.

## Emlékezete
Róla nevezték el a Fregoli-szindrómát, a paranoia egy fajtáját, amelyben a szenvedők meg vannak győződve arról, hogy az ismerősök vagy idegenek testébe bújnak, vagy annak álcázzák magukat, vagy pl. egy családtagjuk alakját öltötték magukra.
A felhúzható ruhaszárító keret az ő neve után lett fregoli.

## Fordítás
- Ez a szócikk részben vagy egészben  a   Leopoldo Fregoli című német Wikipédia-szócikk ezen változatának fordításán alapul.  Az eredeti cikk szerkesztőit annak laptörténete sorolja fel. Ez a jelzés csupán a megfogalmazás eredetét és a szerzői jogokat jelzi, nem szolgál a cikkben szereplő információk forrásmegjelöléseként.